# Vacanz

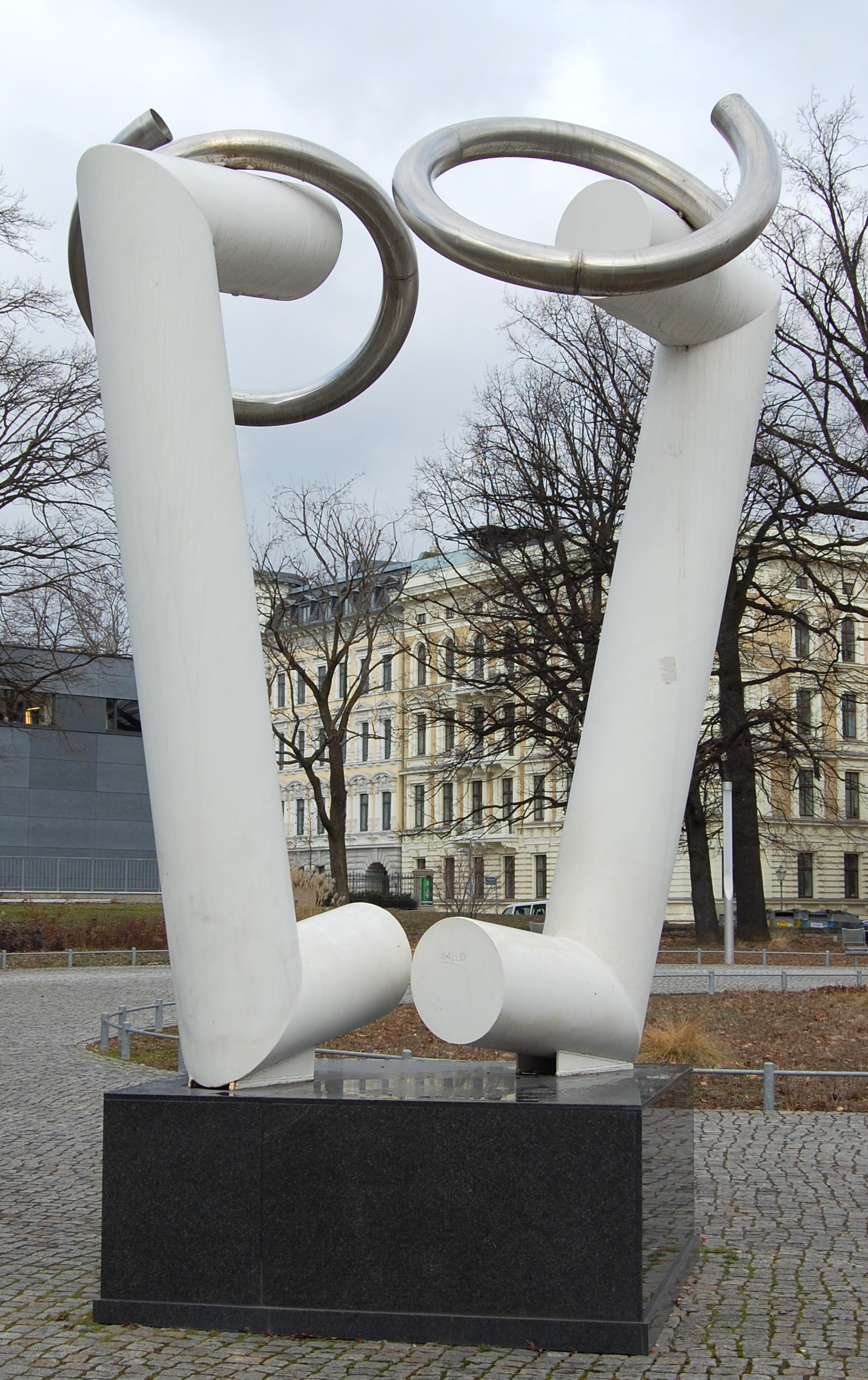
Vacanz

Vacanz ist der Name einer Plastik in der Magdeburger Altstadt.
Die Plastik steht im südlichen Teil der Innenstadt auf dem Magdeburger Friedensplatz, auf der westlichen Seite des Breiten Wegs.
Das Werk wurde von Irmtraud Ohme geschaffen und im Jahr 2002 an seinem heutigen Standort aufgestellt. Vacanz ist vier Meter hoch und besteht aus zum Teil mit weißer Acrylfarbe versehenem Stahl. Aus einem mit schwarzem Granit verkleideten Sockel erheben sich zwei große zueinander abgewinkelte rohrartige Stahlformen. An den oberen Enden befindet sich jeweils eine kleinere Spiralform. Mit der Plastik vereint die Künstlerin ihre beiden Hauptarbeitsgebiete Metallbildhauerei und Schmuckgestaltung. Die großen weißen Formen mögen an einen auseinanderbrechenden Rahmen oder Heftklammern erinnern. Die kleineren Spiralen muten wie Kreolen oder Sprengringe an.
Die gekippte Position der Formen stellt einen labilen Zustand dar. Zugleich ist die Mitte des Werks offen gelassen und somit vakant. Sie soll so den Betrachtern Raum geben diese Mitte selbst zu definieren. Das Werk ist jedoch vorrangig als ästhetisches Objekt zu verstehen, welches Möglichkeiten für Assoziationen eröffnet.